# Tresteg för herrar i friidrott vid olympiska sommarspelen 1988
Tresteg för herrar vid olympiska sommarspelen 1988 i Seoul avgjordes den 24 september.

## Medaljörer
| Gren    | Guld                      | Guld    | Silver                       | Silver  | Brons                               | Brons   |
| Tresteg | Hristo Markov · Bulgarien | 17,61 m | Igor Lapsjin · Sovjetunionen | 17,52 m | Aleksandr Kovalenko · Sovjetunionen | 17,42 m |

## Resultat

### Kval
| Placering | Grupp A                   | Längd   |
| --------- | ------------------------- | ------- |
| 1.        | Aleksandr Kovalenko (URS) | 17.24 m |
| 2.        | Jacek Pastusinski (POL)   | 16.66 m |
| 3.        | Ivan Slanar (TCH)         | 16.59 m |
| 4.        | Willie Banks (USA)        | 16.57 m |
| 5.        | Joseph Taiwo (NGR)        | 16.42 m |
| 6.        | Norifumi Yamashita (JPN)  | 16.29 m |
| 7.        | Vernon Samuels (GBR)      | 16.28 m |
| 8.        | George Wright (CAN)       | 16.09 m |
| 9.        | Jonathan Edwards (GBR)    | 15.88 m |
| 10.       | José Quiñaliza (ECU)      | 15.86 m |
| 11.       | Frank Rutherford (BAH)    | 15.84 m |
| 12.       | Nai Hui-Fang (TPE)        | 15.74 m |
| 13.       | Marsouq Alyouhah (KUW)    | 15.72 m |
| 14.       | Robert Cannon (USA)       | 15.69 m |
| 15.       | Lotfi Kaida (ALG)         | 15.68 m |
| 16.       | José Leitão (POR)         | 15.60 m |
| 17.       | Ernesto Torres (PUR)      | 15.59 m |
| 18.       | Abcelvio Rodrigues (BRA)  | 15.13 m |
| 19.       | Lennox Adams (VIN)        | 14.73 m |
| 20.       | Paulo Noronha (MOZ)       | 14.71 m |
| 21.       | Devon Hyde (BIZ)          | 14.09 m |
| —         | Béla Bakosi (HUN)         | DNS     |

| Placering | Grupp B                   | Längd   |
| --------- | ------------------------- | ------- |
| 1.        | Igor Lapsjin (URS)        | 17.37 m |
| 2.        | Oleg Protsenko (URS)      | 17.00 m |
| 3.        | Hristo Markov (BUL)       | 16.91 m |
| 4.        | Norbert Elliott (BAH)     | 16.43 m |
| 5.        | Charles Simpkins (USA)    | 16.35 m |
| 6.        | Didier Falise (BEL)       | 16.35 m |
| 7.        | Chen Yanping (CHN)        | 16.25 m |
| 8.        | Andrzej Grabarczyk (POL)  | 16.24 m |
| 9.        | John Herbert (GBR)        | 16.01 m |
| 10.       | Francis Dodoo (GHA)       | 16.17 m |
| 11.       | Edrick Floreal (CAN)      | 16.11 m |
| 12.       | Patterson Johnson (BAH)   | 16.03 m |
| 13.       | Marios Hadjiandreou (CYP) | 15.95 m |
| 14.       | Jorge Silva (BRA)         | 15.95 m |
| 15.       | Park Young-Jun (KOR)      | 15.86 m |
| 16.       | Ricardo Valiente (PER)    | 15.59 m |
| 17.       | Brian Wellman (BER)       | 15.47 m |
| 18.       | Fathi Aboud (LBA)         | 15.13 m |
| 19.       | Haider Ali Shah (PAK)     | 14.88 m |
| 20.       | Toyi Simklina (TOG)       | 15.95 m |
| —         | Antonio Santos (ANG)      | DNF     |
| —         | Milan Mikulas (TCH)       | DNF     |
| —         | James Browne (ANT)        | DNF     |

### Final
| Placering | Hoppare                   | Försök | Försök | Försök | Försök | Försök | Försök | Resultat | Noteringar |
| Placering | Hoppare                   | 1      | 2      | 3      | 4      | 5      | 6      | Resultat | Noteringar |
| --------- | ------------------------- | ------ | ------ | ------ | ------ | ------ | ------ | -------- | ---------- |
| 1         | Hristo Markov (BUL)       | 17.61  | X      | 15.71  | 17.54  | X      | 17.10  | 17.61 m  | OR         |
| 2         | Igor Lapsjin (URS)        | 16.75  | 17.09  | X      | X      | X      | 17.52  | 17.52 m  |            |
| 3         | Aleksandr Kovalenko (URS) | 17.42  | 17.40  | X      | X      | —      | X      | 17.42 m  |            |
| 4         | Oleg Protsenko (URS)      | 17.38  | X      | X      | 17.31  | X      | 16.61  | 17.38 m  |            |
| 5         | Charles Simpkins (USA)    | 16.62  | X      | X      | —      | X      | 17.29  | 17.29 m  |            |
| 6         | Willie Banks (USA)        | X      | 17.03  | 16.90  | —      | 16.86  | X      | 17.03 m  |            |
| 7         | Ivan Slanař (TCH)         | 16.58  | 16.75  | 16.59  | X      | X      | 16.24  | 16.75 m  |            |
| 8         | Jacek Pastusiński (POL)   | 16.72  | X      | X      | X      | 16.50  | 16.56  | 16.72 m  |            |
|           |                           |        |        |        |        |        |        |          |            |
| 9         | Joseph Taiwo (NGR)        | X      | 16.46  | 16.27  |        |        |        | 16.46 m  |            |
| 10        | Norbert Elliott (BAH)     | 16.19  | X      | 16.08  |        |        |        | 16.19 m  |            |
| 11        | Didier Falise (BEL)       | 16.06  | X      | 16.17  |        |        |        | 16.17 m  |            |
| 12        | Norifumi Yamashita (JPN)  | 15.62  | X      | X      |        |        |        | 15.62 m  |            |